# Harry Russell
Pour les articles homonymes, voir Russell.
Harry Russell (né le 16 août 1879 en Angleterre et mort le 16 décembre 1943  à Los Angeles, Californie) est un acteur britannique qui a fait sa carrière aux États-Unis.

## Filmographie partielle
- 1913 : Idylle vaseuse (A Muddy Romance) de Mack Sennett
- 1913 : La Source pétrolière (The Gusher) de Mack Sennett
- 1914 : Charlot marquis (Cruel, Cruel Love) de George Nichols
- 1914 : Charlot et la somnambule (Caught in the Rain) de Charlie Chaplin
- 1914 : Charlot et Fatty font la bombe (The Rounders) de Charlie Chaplin
- 1914 : Mabel's Blunder de Mabel Normand
- 1919 : Petit Patron (The Little Boss) de David Smith